# Przełęcz pod Furkaską
Przełęcz pod Furkaską – płytka przełęcz pomiędzy szczytami Parzątczaka (według różnych źródeł 1483, 1486 m) a Furkaską (1491 m) w długiej północnej grani Wołowca w Tatrach Zachodnich. Granią tą przebiega granica polsko-słowacka i Wielki Europejski Dział Wodny między Morzem Czarnym i Bałtykiem. Zachodnie stoki spod przełęczy opadają do słowackiej Doliny Juraniowej (a dokładniej do jej odnogi – Jaworzynki Juraniowej), wschodnie do polskiej Doliny Długiej.
Rejon przełęczy porasta las. Przez przełęcz, ani przez sąsiednie w jej grani szczyty nie prowadzi żaden szlak turystyczny.

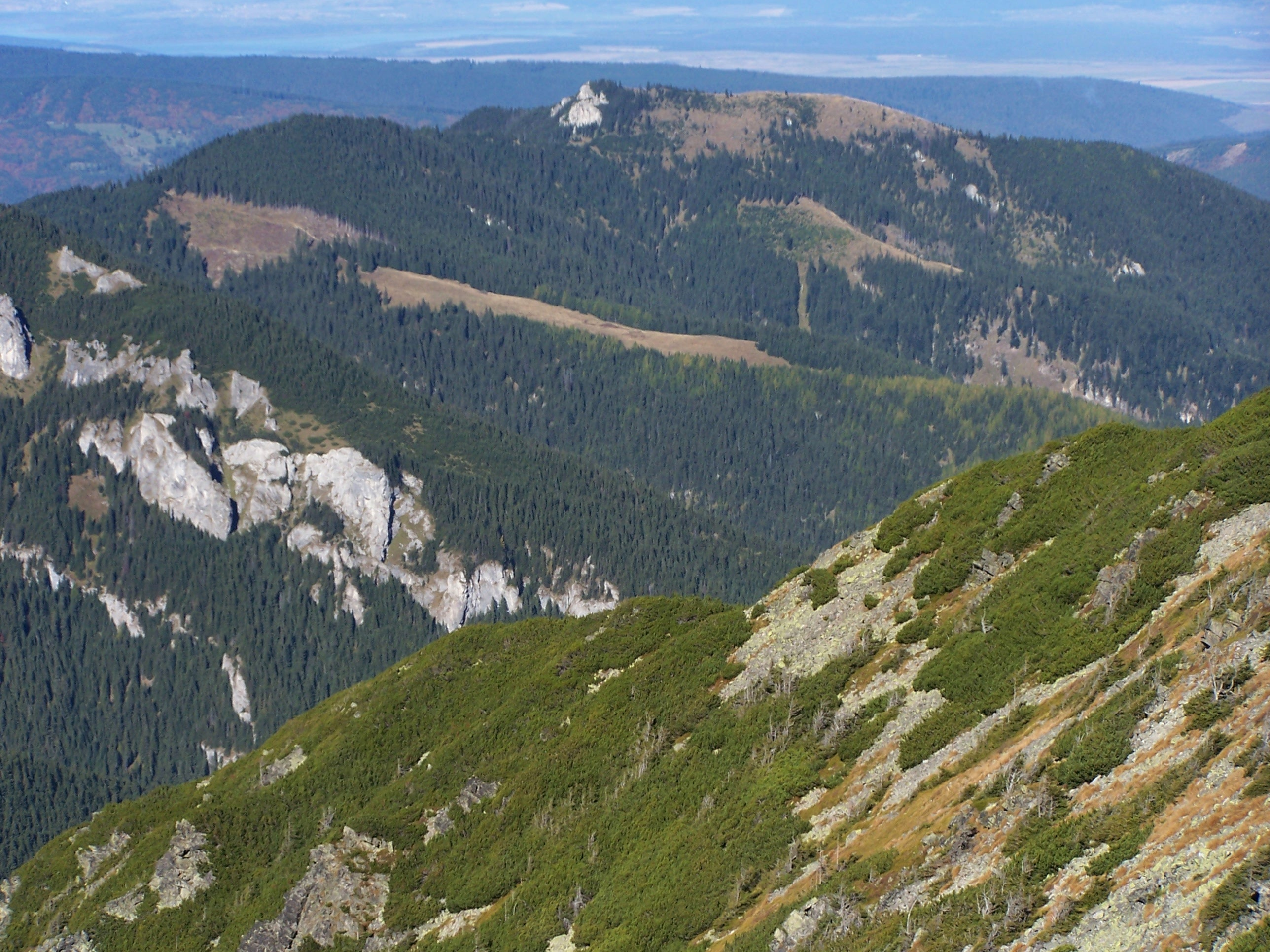
Parzątczak, Przełęcz pod Furkaską i skalista Furkaska. Widok z Ornaku